# 23-я танковая дивизия (вермахт)
23-я танковая дивизия (нем. 23. Panzer-Division) — танковая дивизия сухопутных войск вооружённых сил нацистской Германии. Принимала участие во Второй мировой войне. Существовала с октября 1941 по май 1945 годов.

## Боевой путь дивизии
Сформирована в конце 1941 года, на территории оккупированной части Франции.
В марте 1942 года дивизия отправлена на Восточный фронт, в район Харькова.
Летом 1942 года — в авангарде немецкого наступления на Кавказском направлении, дивизия достигла реки Терек. В ноябре 1942 — направлена под Сталинград.
В 1943 году — бои на реке Миус. Осенью 1943 — дивизия отступила в район Днепропетровска.
Весной 1944 года — отступление на южной Украине. Летом 1944 — дивизия переброшена в Польшу, осенью 1944 — в Венгрию. На 13 октября 1944 года в составе 3-го немецкого танкового корпуса 6-й немецкой армии группы армий «Южная Украина».
В начале 1945 года — бои в Венгрии, в мае 1945 — остатки дивизии отступили в Австрию.

## Состав дивизии
| В 1942 году: - 201-й танковый полк - 23-я стрелковая бригада - 126-й стрелковый полк - 128-й стрелковый полк - 128-й артиллерийский полк - 23-й разведывательный батальон - 128-й противотанковый артиллерийский дивизион - 51-й сапёрный батальон - 128-й батальон связи - 128-й полевой запасной батальон | В 1943 году: - 201-й танковый полк (с августа 1943 — 23-й танковый полк) - 126-й моторизованный полк - 128-й моторизованный полк - 23-й разведывательный батальон - 128-й артиллерийский полк - 128-й противотанковый артиллерийский дивизион - 278-й зенитный артиллерийский дивизион - 51-й сапёрный батальон - 128-й батальон связи - 128-й полевой запасной батальон |

## Командиры дивизии
- С 25 сентября 1941 по 15 ноября 1941 — полковник, затем генерал-майор Ганс Фрайхерр фон Бойнебург-Ленгсфельд
- С 16 ноября 1941 по 21 ноября 1941 — полковник Гейнц-Иохам Вернер-Эронфойхт (исполняющий обязанности)
- С 21 ноября 1941 по 19 июля 1942 — генерал-майор Ганс Фрайхерр фон Бойнебург-Ленгсфельд
- С 20 июля 1942 по 26 августа 1942 — генерал-майор Эрвин Мак (убит 26.08.1942)
- С 26 августа 1942 по 28 декабря 1942 — генерал-майор Ганс Фрайхерр фон Бойнебург-Ленгсфельд
- С 28 декабря 1942 по 25 октября 1943 — полковник, затем генерал-майор Николаус фон Форманн
- С 25 октября 1943 по 8 июня 1944 — полковник, затем генерал-майор Эвальд Кребер
- С 9 июня 1944 — полковник (с сентября 1944 — генерал-майор) Йозеф фон Радовиц

## Награждённые Рыцарским крестом Железного креста

### Рыцарский Крест Железного креста (29)
- Франц Цейдлик, 04.10.1942 — майор, командир 51-го танкового сапёрного батальона
- Рудольф Бер, 25.01.1943 — капитан, командир 3-го батальона 201-го танкового полка
- Николаус фон Форманн, 22.08.1943 — генерал-лейтенант, командир 23-й танковой дивизии
- Курт Баде, 26.08.1943 — унтер-офицер, командир взвода 4-й роты 23-го разведывательного батальона
- Роберт Альбер, 07.09.1943 — капитан резерва, командир 1-го батальона 201-го танкового полка
- Герд Руге, 07.09.1943 — капитан, командир 1-го батальона 128-го моторизованного полка
- Петер Шеггер, 16.09.1943 — майор, командир 23-го разведывательного батальона
- Иоахим Зандер, 19.09.1943 — оберстлейтенант, командир 23-го танкового полка
- Фриц Фехнер, 06.10.1943 — майор, командир 3-го батальона 23-го танкового полка
- Герхард Фишер, 28.12.1943 — обер-лейтенант, командир 8-й роты 23-го танкового полка
- Альфред Вольф, 15.04.1944 — майор, командир 1-го батальона 23-го танкового полка
- Ганс Андрес, 04.05.1944 — обер-ефрейтор, 1-й номер пулемётного расчёта 2-й роты 128-го моторизованного полка
- Вилли Янсен, 15.05.1944 — обер-лейтенант резерва, ординарец 128-го моторизованного полка
- Вальтер Хенсслер, 08.08.1944 — обер-лейтенант резерва, полковой адъютант 126-го моторизованного полка
- Курт Бергерхофф, 27.08.1944 — обер-лейтенант резерва, командир 3-й роты 23-го разведывательного батальона
- Пауль Штолль, 02.09.1944 — унтер-офицер, командир подразделения 7-й роты 128-го моторизованного полка
- Фридрих Штихтенот, 05.09.1944 — оберстлейтенант, командир 128-го моторизованного полка
- Вильгельм Грюнвальдт, 17.09.1944 — капитан резерва, командир 1-го батальона 126-го моторизованного полка
- Йозеф фон Радовиц, 17.09.1944 — полковник, командир 23-й танковой дивизии
- Карл Цирхофер, 04.10.1944 — ефрейтор, пулемётчик 1-й роты 126-го моторизованного полка
- Рудольф Коппе, 18.11.1944 — капитан, командир 23-го разведывательного батальона
- Норберт Куяцински, 18.11.1944 — капитан резерва, командир 4-й роты 23-го танкового полка
- Эрих Айзерманн, 09.12.1944 — фельдфебель, командир разведывательного патруля 1-й роты 23-го разведывательного батальона
- Бернхард Краусс, 09.01.1945 — унтер-офицер, командир взвода 2-й роты 128-го противотанкового артиллерийского дивизиона
- Вилли Клееманн, 11.01.1945 — обер-фенрих, командир 2-й роты 51-го сапёрного батальона
- Карл Шустер, 05.02.1945 — обер-ефрейтор, наводчик 8-й роты 126-го моторизованного полка
- Йоханнес Кек, 18.02.1945 — лейтенант резерва, командир 2-й роты 23-го разведывательного батальона
- Хорст Хайн, 28.03.1945 — обер-лейтенант, командир 3-й роты 23-го разведывательного батальона
- Ганс Хайланд, 09.05.1945 — лейтенант, командир 5-й роты 126-го моторизованного полка (награждение не подтверждено)

### Рыцарский Крест Железного креста с Дубовыми листьями (2)
- Герд Руге (№ 648), 16.11.1944 — майор, командир 128-го моторизованного полка
- Йозеф фон Радовиц (№ 882), 09.05.1945 — генерал-лейтенант, командир 23-й танковой дивизии